# سامرفورد کینز

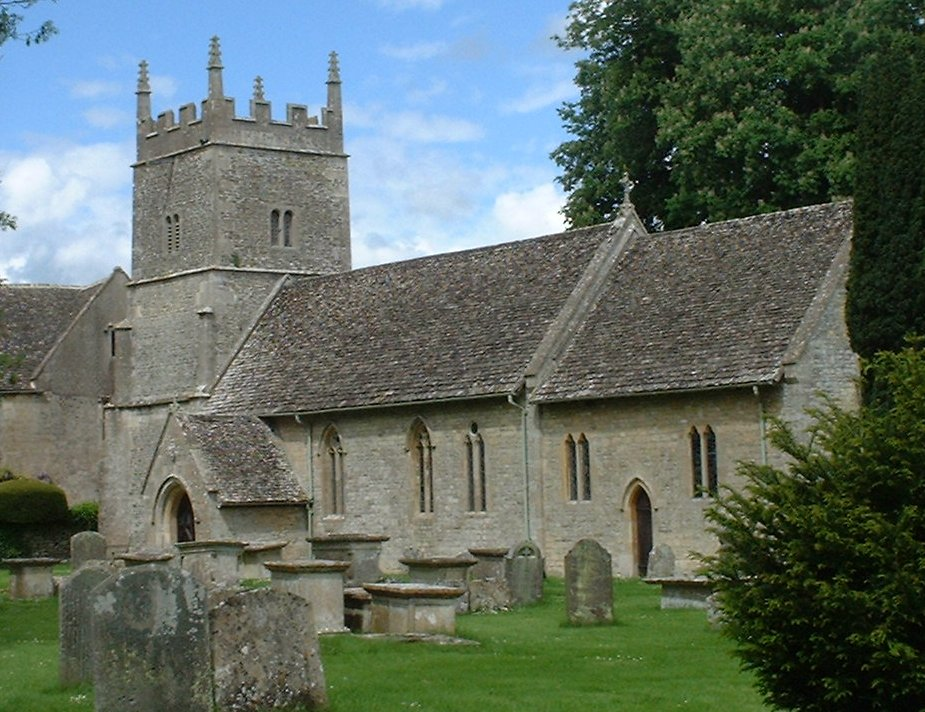

سامرفورد کینز (انگلیسی: Somerford Keynes) روستای کوچکی در گلاسترشر، بریتانیا است.